# Anaximene din Lampsacus
Anaximene din Lampsacus (în greacă veche Ἀναξιμένης ὁ Λαμψακηνός; n. 380 î.Hr. - d. 320 î.Hr.) a fost un istoric și retoric grec. A fost unul dintre profesorii lui Alexandru cel Mare, însoțindu-l pe acesta în campaniile sale.

## Familie
Tatăl său a fost numit Aristocles (greacă veche Ἀριστοκλῆς). Nepotul său (fiul surorii sale), a fost, de asemenea, numit Anaximenes și a fost istoric.

## Ediții și traduceri
- Arta retoricii
  - editat de Immanuel Bekker, Oxford 1837 (online)
  - "Anaximenis ars rhetorica", L. Spengel (ed.), Leipzig, Vergsbureau, 1847.
  - Retores Graeci, L. Spengel (ed.), Lipsiae, sumptibus et typis B. G. Teubneri, 1853, vol. 1 pp. 169-242.
  - editat de Manfred Fuhrmann, Bibliotheca Teubneriana, Leipzig, 1966, a 2-a ed. 2000, ISBN: 3-598-71983-3
  - editat de Pierre Chiron, Collection Budé, cu traducere franceză, Paris, 2002, ISBN: 2-251-00498-X
  - traducere anonimă, Londra, 1686 (online)
  - traducere de E.S. Forster, Oxford, 1924 (online, începând cu p. 231)
- Fragmente
  - Karl Müller, apendice la 1846  Didot ediția Arrian, „ Anabasis et  Indica (online)
  - Felix Jacoby, „[Fragmente der griechischen Historiker]”, nr. 72, cu comentarii în limba germană
  - Ludwig Radermacher, „Artium Scriptores”, Viena, 1951, pp. 200–202 (numai fragmente retorice, adăugând Philodemus" "Rhetorica", care reprezintă trei dintre cele nouă fragmente tipărite)